# Trio pour clarinette, violoncelle et piano
Pour les articles homonymes, voir trio pour clarinette, violoncelle et piano (homonymie).
Un trio pour clarinette, violoncelle et piano est un trio composé d'une clarinette, d'un violoncelle et d'un piano, ou représente une pièce écrite pour ce type d'ensemble.
Cette formation est similaire au trio avec piano classique dans lequel le violon est remplacé par la clarinette. L'hétérogénéité des timbres entre la clarinette et le violoncelle empêche leur utilisation en bloc contre le piano, mais elle offre de nombreuses autres possibilités musicales.
Les trios constitués ayant une longue carrière (comme le Trio Montecino) sont très rares, mais la littérature est souvent interprétée par des ensembles spécialisés pour jouer les œuvres Pierrot lunaire et Quatuor pour la fin du temps, comme le quatuor Tashi (en), ainsi que par des groupes ad hoc.

## Répertoire
Le répertoire original pour clarinette, violoncelle et piano (par nom de compositeur avec date et éditeur quand ils sont connus) comprend :
- Mark Abel (en) (né en 1948)
  - Trio (2017)
- James Aikman (né en 1959) 
  - Trio pour clarinette en si bémol, violoncelle et piano.
- Johan F. Amberg (en) (1846-1928)
  - Trio op. 11 en mi bémol
  - Fantasiestucke Op. 12 (à l'origine pour alto, clarinette et piano)
  - Simul : Lumini, Sombri (2004) pour clarinette en la, violoncelle et piano
- Georges Aperghis (1945)
  - Trio (1996)
- Edward Applebaum (b. 1937)
  - Montages (1969 Wilhelm Hansen/J&W Chester)
- Sérgio Azevedo (b. 1968)
  - Trio Berliner (2004, AVA-Editions musicales)
  - Trio - in memoriam Constança Capdeville (2012, AVA-Musical Editions)
- James Scott Balentine
  - Le Trio Graham (1978)
- Robert Baksa
  - Trio pour piano n° 1, op. 25 (1971)
- Greg Bartholomew
  - Suite de Razumov (2003)
- Conrad Beck
  - Alternances
- Ludwig van Beethoven
  - Trio n° 4, opus 11 en si bémol
  - Trio Op. 38 (arrangement par le compositeur du Septuor Op. 20)
- Wilhelm Berger
  - Trio op. 94 en sol (1905, Kahnt)
- Günter Bialas (de)
  - Moment musicaus III (1975-1976)
- Valentin Bibik
  - Trio Op. 127 (1998)
- John G. Bilotta
  - Petroushka Dreams (2006)
- Adolphe Blanc
  - Trio Op. 23 en si bémol majeur (1857)
- Karl-Birger Blomdahl
  - Trio (1955)
- Theodor Blumer
  - Suite (trio) Op. 97 (Zimmerman, s.d.)
- Johannes Brahms
  - Trio Op. 114 en la mineur (éventuellement pour alto)
- Braunlich 
  - Trio
- Frederic Brooks
  - Trio, op. 12 en mi bémol (C. Woolhouse 1906)
- Max Bruch
  - 8 Pièces Op. 83 pour clarinette et alto, arrangées pour trio avec piano par le compositeur et souvent interprétées avec clarinette et violoncelle [citation nécessaire].
- Ann Callaway
  - Le palais de la mémoire (2007 Laureate Press, distr. BMM)
- Friedrich Cerha
  - Fünf Stücke (1999/2000)
- Osvaldo Coluccino
  - "Sans témoin" (2004, RAI Trade ed.)
- Gaetano Corticelli
  - 3 Trios, Op. 56, Op. 60, Op. 63
- Robert Delanoff (b. 1942)
  - Trio
- Milica Djordjevic
  - pod vodom raskršća snova (2019)
- Armağan Durdağ (né en  1981)
  - Taylan (2015)
- Pascal Dusapin
  - Trio Rombach pour piano, violon ou clarinette et violoncelle (1997)
- Horst Ebenhöh
  - Trio Op. 87 n° 1 (1996)
- Anton Eberl
  - Grand trio, op. 36 (1806)
- Louise Farrenc
  - Trio op. 44 en mi bémol (facultatif pour violon.)
- Benoit Constant Fauconier
  - Fantaisie concertante, pour flûte ou clarinette, violon et piano (publié vers 1820, Schott)
- Benjamin Frankel
  - Trio, op. 10 (1940)
  - Pezzi pianissimi, op. 41 (1964)
- Carl Frühling
  - Trio en la mineur, op. 40
- Beat Furrer (b. 1954)
  - Aer (1991)
- Daniel S. Godfrey
  - Impromptu (1984) (7', G. Schirmer)
- Frederic Goossen (1927-2011)
  - Trio (1979, American Composers Alliance)
- Henryk Górecki (1933-2010)
  - Lerchenmusik, Op. 53 (1984)
- Harold Gramatges (1918-2008)
  - Trio (1944)
- Christoph Graupner
  - Trio en fa majeur clarinette / violoncelle / clavecin (il existe un trio, Gwv 201, pour basson, chalumeau & continuo en do majeur)
- C.H. Grovermann
  - Trio en si
- Emil Hartmann
  - Sérénade op. 24 en la
- Alfred Hill
  - Trio miniature n° 1 en fa
- Gilad Hochman (b. 1982)
  - Shedun Fini - hommage à la Symphonie en si mineur de F. Schubert
- Vagn Holmboe
  - Trio Op. 137 (1978)
  - Eco Op. 186 (1991) (tous deux de W. Hansen)
- Toshio Hosokawa
  - Temps vertical, étude I (1992)
- Klaus Huber
  - Schattenblätter (1975) - utilise la clarinette basse
- Franz Hünten
  - Terzetto, Op.175
- Vincent d'Indy
  - Trio opus 29 en si bémol
- John Ireland
  - Trio pour clarinette en ré majeur
- Nikos Ioakeim (b. 1978)
  - When a B wants to Boogie-woogie But another B gets the Blues (2010 ; 8 minutes)
- David Johnstone
  - Trio Sinfonico (pub. 2007, Creighton's Collection)
- Paul Juon
  - Quatre Trio Miniatures (1901), version du Trio en la mineur Op. 17 Op. 18, No.3, 6, & 7 originellement pour piano solo et Op. 24, No.2 pour piano à quatre mains.
- John Kaefer
  - Sonate de chambre n° 1 : Shadow Voices [1994 ; 13 minutes].
- Robert Kahn
  - Trio, Op. 45 en sol (1906)
  - Trio Sérénade Op. 73 (orig. cor-hautbois-piano ; version D pour clarinette-violoncelle-piano)
- Harrison Kerr
  - Trio (1936)
- Jan Koetsier
  - Trio, op. 13 n° 2 (1937, rév. 1981 Donemus)
- Augustin Kubizek
  - Trio Op.26a
- Helmut Lachenmann
  - Allegro Sostenuto (1986-1988) - clarinette doublant la clarinette basse.
- Heinrich Eduard Josef von Lannoy (1787-1853)
  - Trio en si bémol majeur, op. 15
- J. X. (Borrel) Lefevre (1787-1853)
  - Sonates n° 2 et n° 3
- Kenneth Leighton
  - Fantaisie sur un air d'hymne américain, op. 70 (Novello, 1974)
- Gerald Levinson (né en 1951)
  - Trio (Theodor Presser)
- Jacques Lenot
  - Lied 3
- Ernst Levy
  - Trio pour clarinette, violoncelle et piano (1963)
- Magnus Lindberg
  - Trio pour clarinette, violoncelle et piano (2008)
- Domenico Liverani
  - Terzettino dal Trovatore de Verdi
- Charles Harford Lloyd (1849-1919)
  - Trio en si bémol
- Theo Loevendie
  - Trio en lerchen (1992, in memoriam Olivier Messiaen)
- Ruggero Lolini
  - Trio Concertante (Bruzzichelli, Florence, 1979)
- Bent Lorentzen
  - Mambo (1982, Edition Wilhelm Hansen)
- François-Bernard Mâche
  - Brûlis (1999 ; 16 minutes)
- Giuseppe Manghenoni (vers 1800) / Johann Simon Mayer (1765-1848)
  - Trio per pianoforte con clarinetto (B) e Violone (Cello) [2 mouvements] (Musica-Aeterna Verlag, 2014)
- Philippe Manoury
  - Ultima (1996 ; 12 minutes)
- Steven Harry Markowitz (b. 1963)
  - Canonette pour piano, clarinette et violoncelle
- Krzysztof Meyer
  - Trio op. 90 (1998)
- Stefan Meylaers (né en 1970)
  - Trio (2000, Lantro Music)
- I. Montuno
  - Trois fantaisies
- Robert Muczynski (1929-2010)
  - Trio de fantaisies op. 26 , pour clarinette, violoncelle et piano (1969, Theodore Presser Co.)
- Per Nørgård
  - Spell (1973)
  - Trio, op. 15 (1955)
- Lior Navok
  - Comme une horloge à sable tourbillonnante
- Frank Nuyts (né en 1957)
  - Bajadillas (2005 ; 11 minutes)
- Robert Parris 
  - Trio
- Pierre Poulteau
  - Sonatine [réf. nécessaire]
- Günter Raphael
  - Trio, op. 70 (1950)
- Ferdinand Ries
  - Trio opus 28 en sol (1810)
- Wolfgang Rihm
  - Chiffre IV (1983) - Clarinette basse
- Nino Rota
  - Trio (1973, Schott)
- John Psathas
  - Chansons des îles, trio de clarinettes (1995)
- Archiduc Rudolph
  - Trio
- Helmut Schmidinger (né en 1969)
  - Gesang zwischen den Stühlen (2001, Doblinger)
  - Les inversions sind wohl für die Musick das unentbehrlichste (2013, Litmus)
- Hermann Schroeder
  - 3e Trio avec piano op. 43
- Cyrill Schürch
  - Trio pour piano n° 2
- Cyril Scott
  - Trio (ca. 1955, Peters Ed. London)
- Roberto Sierra
  - Tres fantasias
- Robert Simpson
  - Trio
- František Škroup
  - Trio, op. 2 en mi bémol
- Juan Maria Solare (née en 1966)
  - Milongas grecolatinas (2002)
  - Pensierosa (milonga para tres) (2003)
  - Sale con fritas (2005)
  - Ochenta diciembres (2008)
- Robert Starer
  - Trio
- Eric Stokes (né en 1930)
  - Trio n° 1 (1955, révisé en 1963)
- Martin Suckling
  - Visiones (d'après Goya) (2015)
- Jay Sydeman
  - Trio Montagnana
- Szunyogh
  - Trio Serenade
- Marko Tajčević
  - 7 danses balkaniques
- Turok
  - Trio
- Victor Urbancic (1903-1958)
  - Trio en La-Dur nach Art einer Serenade (1921, Iceland Music Information Center)
- Karl Vollweiler
  - Fantaisie sur des airs russes, op. 35 en ré mineur
  - Trio sur des thèmes italiens, op. 15
- Julian Wagstaff (né en 1970)
  - Une illusion persistante (2011, julianwagstaff.com)
  - Hebridean Sunset Rag (arrangement pour trio avec piano, 2015, julianwagstaff.com)
- Gwyneth Walker
  - Craftsbury Trio
  - Salem Reel
- Robert Ward (1917-2013)
  - Echos d'Amérique (1997, E. C. Schirmer)
- Vally Weigl (1894-1982)
  - New England Suite (1953, American Composers Alliance)
- Harri Wessman (1949)
  - Trio pour clarinette, violoncelle et piano (1994, Fennica Gehrman, Helsinki)
- Jörg Widmann
  - Nachtstück
- John Woolrich
  - Un Dramolet (2008, Faber Music)
- Alexander Zemlinsky
  - Trio op. 3 en ré mineur
- Hermann Zilcher
  - Trio in Form von Variationen a-moll op. 90 pour clarinette, violoncelle et clavier (1938)
- Ramadan Zyberdi
  - Travailleur Lass de Luma (chanson folklorique albanaise)

## Substitution
En plus de ce répertoire original, on peut choisir certaines pièces pour trio pour clarinette, violon et piano ou trio pour clarinette, alto et piano et remplacer l'alto (violon) par le violoncelle, ou remplacer le violon par la clarinette dans un trio avec piano classique ; les cas où le compositeur a prévu cette possibilité sont énumérés ci-dessus.  D'autres substitutions sont possibles :
- Franciszek Lessel
  - Grand Trio, op. 4 (clarinette, cor, piano)
- Mikhail Glinka
  - Trio Pathétique pour clarinette, basson et piano (1832, réédité par Musica Rara ainsi que par l'International Ed.)
- Giovanni Bottesini
  - Gran Duo Concertante (en) (version pour clarinette, basse à cordes et piano)
- Isang Yun
  - Rencontre (1986) pour clarinette, violoncelle et harpe

## Transcription
Le répertoire disponible a été élargi par des transcripteurs (autres que les compositeurs, dont les propres transcriptions sont répertoriées dans le répertoire original ci-dessus) :
- Johannes Brahms (Rosenbloom)
  - Trois pièces (Op. 76 #5, Op. 76 #4 ; Op. 116, #7)
- Antonín Dvořák (Büsing) 
  - Vier Legenden aus op.59 <clarinette, cor de basset (ou Vc), piano>
- Engelbert Humperdinck (Sandre) 
  - Hänsel und Gretel (Auswahl) in einer Bearbeitung von Gustave Sandre (ca. 1909)
- Felix Mendelssohn-B. (Päuler) 
  - 3 Stücke op.35 n° 4, op.53 n° 2, op.38 n° 6
- Robert Schumann (Büsing) 
  - Bilder aus dem Osten op.66, 6 Impromptus <clarinette, cor de basset (ou Vc), piano>.